# Pavonia firmiflora
Pavonia firmiflora är en malvaväxtart som beskrevs av Robert Walter Schery. Pavonia firmiflora ingår i släktet påfågelsmalvor, och familjen malvaväxter. Inga underarter finns listade i Catalogue of Life.